# Stalybridge and Hyde (circonscription britannique)
La circonscription de Stalybridge and Hyde est une circonscription située dans le Grand Manchester et représentée à la Chambre des communes du Parlement britannique.